# 青田県
青田県（せいでん-けん）は中華人民共和国浙江省に位置する県であり、現在は麗水市の代理管轄下に置かれている。
篆刻で使用する青田石の産地、季井嶺・図書洞がある。

## 歴史
前211年、秦朝が中国を統一すると、青田地区に閩中郡が設置された。前192年、漢朝が成立すると軍功のあった騶揺が東海王がこの地に封じられ、前85年（始元2年）に会稽郡の下に回浦県が設置され青田地区を管轄していた。後漢になると回浦県は章安県と改称、203年（建安8年）に章安県の青田地区に松陽県が設置され、会稽郡（三国時代は臨海郡、晋代は永嘉郡の管轄）の管轄とされた。 
589年（開皇9年）、隋朝は郡制を廃止、永嘉郡を処州（592年に括州改称）とし、松陽県東部に括蒼県を設置、青田地区はその管轄となった。
711年（景雲2年）、唐朝は松陽、括蒼の2邑に青田県を設置し、現在まで沿襲されている。

## 行政区画
- 街道：鶴城街道、甌南街道、油竹街道、三渓口街道
- 鎮：温渓鎮、東源鎮、高湖鎮、船寮鎮、海口鎮、臘口鎮、北山鎮、山口鎮、仁荘鎮、禎埠鎮
- 郷：万山郷、黄垟郷、季宅郷、高市郷、海渓郷、章村郷、禎旺郷、舒橋郷、巨浦郷、万阜郷、方山郷、湯垟郷、貴嶴郷、小舟山郷、呉坑郷、仁宮郷、章旦郷、阜山郷

## 経済
青田石を産出することから1700年余前から石彫が行われており、2万人以上が関連業務に携わり、工業総生産は約3.5億元に及んでいる。青田石は青田県の工業総生産の約18%を占め、この地域の一大産業となっている。

## 交通

### 鉄道

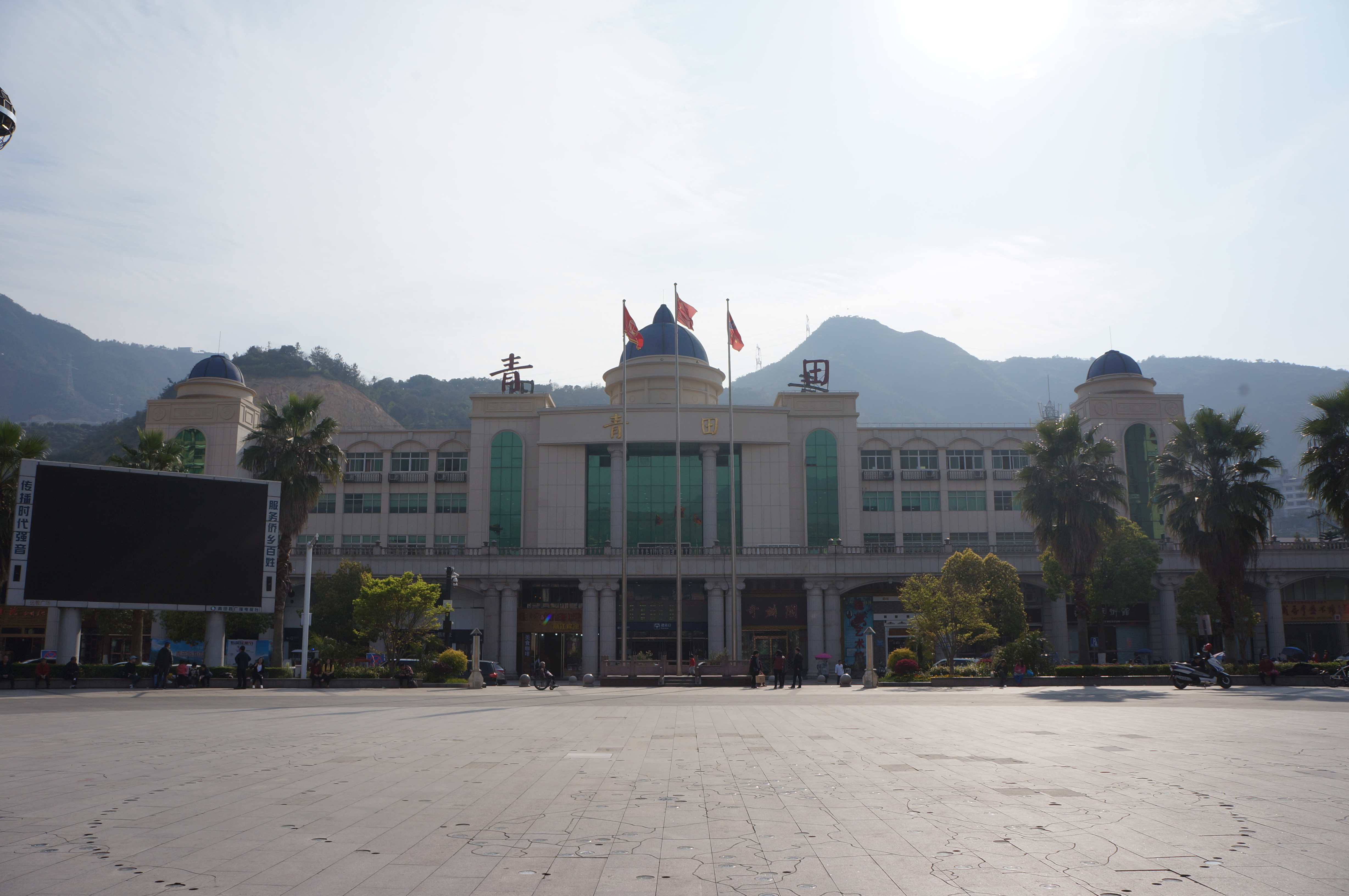
青田駅駅舎

- 中国鉄路総公司
  - 金温線

（金華方面）- 陳篆駅 - 青田駅 -（温州方面）
- 浙江金温鉄道開発
  - 金温貨線

（金華方面）- 石帆駅 - 禎埠駅 - 南岸駅 - 芝渓駅 - 船寮駅 - 良岸駅 - 青田駅 - 温渓駅 -（温州方面）

### 道路
- 高速道路
  - 温麗高速道路
- 国道
  - G330国道

## 出身者
- 陳誠 - 中華民国の軍人・政治家。国民革命軍に属する。軍政部長などを歴任し、台湾では行政院長となった。
- 王仕福 - 中華民国時代に日本へ渡航した華僑の中華料理店店主。プロ野球選手・指導者の王貞治の父。